# Torre-sana
Torre-sana és un barri de Terrassa que ocupa l'extrem oriental del districte 2 o de Llevant, al límit est de la ciutat, tocant a Torrebonica, situat al marge esquerre del torrent de Vilardell, tributari de la riera de les Arenes. Té una superfície de 0,41 km² i una població de 6.694 habitants el 2021.
Està limitat al nord per la via del ferrocarril Barcelona-Manresa de la RENFE, on hi ha la nova estació de Terrassa Est per on passa la línia 4 de Rodalies de Catalunya; al sud pel carrer de La Rioja, a l'est pel carrer del País Basc i el camí dels Monjos, i a l'oest per l'avinguda de Madrid.
Té parròquia pròpia, fundada el 1966, a l'església de la Mare de Déu de Montserrat, modern edifici inaugurat el 1984; la parròquia sobrepassa els límits del barri i inclou també els de Montserrat i Vilardell. La festa major és el diumenge abans de Sant Joan.
Acull el centre d'atenció primària Terrassa Est, al carrer de Ciudad Real, on hi ha una parada d'autobús de la línia 3 de Terrassa.
El carrer principal del barri és l'avinguda de Madrid.

## Història
En terrenys propietat de Can Viver de Torrebonica es va projectar una urbanització que s'havia d'estendre al llarg del camí dels Monjos i que es va anomenar Torre-sana. S'hi van edificar algunes torres de segona residència, principalment per a gent de Barcelona, però considerant la poca sortida que tenien les parcel·les se'n va reconvertir l'estatus inicial i es van vendre a baix preu, amb què van proliferar-hi les barraques d'immigrants que van arribar a la ciutat després de les riuades del 1962.
Torre-sana continua essent un barri extrem de la ciutat i fins no fa gaires anys no tenia cap mena de servei ni estava urbanitzat. A l'extrem nord, a la confluència amb les Arenes, el 3 de març del 2008 hi va entrar en funcionament la nova estació de ferrocarril Terrassa Est.